# Gianluca Tiberti
Gianluca Tiberti (* 24. April 1967 in Rom) ist ein ehemaliger Moderner Fünfkämpfer, der 1990 Weltmeister in der Einzelwertung wurde und zwei olympische Medaillen gewann.
Tiberti rückte bei den Olympischen Spielen 1988 in Seoul in die italienische Mannschaft. In der Einzelwertung belegte er den 17. Platz. In der Mannschaftswertung gewann er zusammen mit Carlo Massullo und Daniele Masala die Silbermedaille hinter dem ungarischen Team. Vier Jahre zuvor hatten Massullo und Masala zusammen mit Pierpaolo Cristofori Gold gewonnen, bei der Weltmeisterschaft 1986 waren die beiden zusammen mit Cesare Toraldo Weltmeister geworden. Bei der Weltmeisterschaft 1990 in Lahti gelang Tiberti etwas überraschend der Gewinn der Goldmedaille vor dem sowjetischen Fünfkämpfer Anatoli Starostin. Tiberti war damit nach Masala 1982 und Massullo 1986 der dritte Italiener, der die Einzelweltmeisterschaft gewinnen konnte. In der Mannschaftswertung siegte das sowjetische Team vor Gianluca Tiberti, Cesare Toraldo und Alessandro Conforto. Bei seiner zweiten Olympiateilnahme 1992 in Barcelona belegte Tiberti in der Einzelwertung den 23. Platz. In der Mannschaftswertung gewann er hinter Polen und dem Vereinten Team Bronze zusammen mit Roberto Bomprezzi und Carlo Massullo.
Als Angehöriger der Carabinieri trat Tiberti auch mehrfach bei den Militärweltmeisterschaften im Modernen Fünfkampf an. 1987 und 1991 erhielt er dabei in der Einzelwertung die Bronzemedaille, 1991 und 1995 siegte er mit der italienischen Mannschaft.